# Anadyrsky (huyện)
Huyện Anadyrsky (tiếng Nga: Ана́дырский райо́н) là một huyện hành chính tự quản (raion), của Khu tự trị Chukotka, Nga. Huyện có diện tích 246363 km². Trung tâm của huyện đóng ở Anadyr.